# Amy Mastura
Amy Mastura Suhaimi (ur. 10 maja 1971 w Batu Gajah) – malezyjska piosenkarka i aktorka.
W 1993 r. wygrała konkurs muzyczny Asia Bagus w Tokio. W 1994 r. ukazał się jej debiutancki album pt. Amy Mastura. W 1995 r. została laureatką nagrody Anugerah Bintang Popular Berita Harian (Penyanyi Wanita Popular).

## Dyskografia
Albumy
| Rok  | Tytuł            |
| ---- | ---------------- |
| 1994 | Amy Mastura      |
| 1996 | Pujaanku         |
| 1997 | Puteri Impian    |
| 1998 | Puteri Impian II |
| 2000 | Bintang Hati     |
| 2002 | Akan Datang      |
| 2005 | Lebih Baik       |
| 2009 | Happy            |